# Heinz Gietz
Heinz Gietz (Frankfurt am Main, 31 maart 1924 - Keulen, 24 december 1989) was een Duitse componist, muziekproducer, arrangeur en liedjesschrijver. Samen met Kurt Feltz behoorde hij in Keulen tot een van de meest succesvolste auteurs van de naoorlogse Duitse schlager. Hij kreeg 30 gouden platen en schreef meer dan 40 filmmelodieën.

## Jeugd en opleiding
Vanaf 1939 kreeg Gietz vioolles en vanaf 1939 ook pianoles. Vanaf 1941 bezocht hij het Dr. Hoch's Konservatorium in Frankfurt am Main en deed daar zijn eerste ervaringen op met jazz door Carlo Bohländer en Emil Mangelsdorff, die tijdens de periode van het nationaalsocialisme in 1941 een jazzband oprichtten met Charli Petri (klarinet), Hans Otto Jung (piano, bas) en Hans Podehl (drums). In 1943 werd Gietz opgeroepen voor de militaire dienstplicht.
In mei 1945 kregen de muzikanten van het Hotclub Sextett een vergunning van de Amerikaanse bezetters, waardoor publieke optredens werden toegestaan. In het tot 1948 bestaande ensemble speelden in de naoorlogse periode Heinz Gietz (piano), Werner Dies (tenorsaxofoon), Heinz Tischmann en Béla Martinelly (gitaar), Steve Spiegel (bas) en Willy 'Bottle' Kühn (drums). Het sextet speelde hoofdzakelijk in Amerikaanse clubs. Vanaf 1948 trad het sextet op in een gewijzigde bezetting met Bohländer, Dies, Gietz, Louis Freichel (vibrafoon), Jung (bas) en Horst Lippmann (drums).

## Carrière

### Zijn eerste composities
Met zijn eerste compositie werd Gietz in 1946 als lid opgenomen in de STAGMA, een voorloper van de GEMA (Duits auteursrechtenorganisatie). Na de valutasanering in 1948 was hij volledig als componist en arrangeur werkzaam voor de HR. In 1949 werd zijn eerste nummer (Scharfe Kurven) geregistreerd, die echter niet werd uitgevoerd. Zijn eerste arrangement creëerde hij voor het in juni 1951 opgenomen nummer Das machen nur die Beine von Dolores, gezongen door Gerhard Wendland. In maart 1952 ontstond voor Gitta Lind een van zijn eerste composities Ein Traum. In februari 1953 kwam zijn eerste hit Blumen für die Damen voor Gitta Lind
Met de ontdekking van Caterina Valente ontstonden in 1953 de eerste proefopnamen bij de SWF in Baden-Baden. In hetzelfde jaar begon een lange en succesvolle samenwerking met tekstschrijver en producent Kurt Feltz. Gietz componeerde samen met Feltz en arrangeerde in maart 1954 de eerste plaatopnamen voor Caterina Valente in Keulen, waaronder O Mama, o Mama, o Mamajo, Istanbul en Ja in Madrid und Barcelona met het orkest van Kurt Edelhagen. Onder Gietz werd Caterina Valente een superster.

### Muziekfilms en hits
In oktober 1955 werd de film Liebe, Tanz und 1000 Schlager opgevoerd met de hits Casanova (Caterina Valente) en Eventuell, Eventuell (Peter Alexander en Caterina Valente). In januari 1956 volgde Bonjour Kathrin met de hits Komm ein bisschen mit nach Italien en Es geht besser, besser, besser (Peter Alexander, Caterina Valente en Silvio Francesco). Uit dezelfde film komt ook de eerste bestseller Steig in das Traumboot der Liebe (Caterina Valente en Silvio Francesco), gepubliceerd in april 1956 (Duitse hitparade, 1e plaats). In hetzelfde jaar werden de films Du bist Musik (september 1956) met de gelijknamige titelsong en Das hab ich gleich gewusst (beide gezongen door Caterina Valente) en de Musikparade (oktober 1956) met de hits Ich weiß was dir fehlt (Peter Alexander) en Im Hafen uns'rer Träume (Peter Alexander en Bibi Johns) gedraaid. In 1957 volgden verdere bioscoophits met Das haut hin (juli 1957) met de schlagers Das tu ich alles aus Liebe en Ein bisschen mehr (Peter Alexander) en Das einfache Mädchen (augustus 1957) met de beide hits Tipitipitipso en Dich werd ich nie vergessen (Caterina Valente). Een jaar later ontstond de film Und abends in die Scala (februari 1958) met de grootste evergreen Spiel noch einmal für mich, Habanero (Caterina Valente).
Gietz had ervoor gezorgd, dat de voormalige Amerikaanse soldaat Bill Ramsey een zangrol kreeg in de film Musik im Blut, die in december 1955 te zien was in de bioscoop. Op het eind van 1957 vroeg hij aan Ramsey of deze ook eens een plaat wilde opnemen, waarop deze toestemde. Aldus produceerde Gietz met Ramsey stemmingsliederen, waaronder Souvenirs, waarvan minstens 500.000 exemplaren werden verkocht. In januari 1959 kwam de film Schlag auf Schlag met Peter Alexander in de bioscopen.
Gietz werkte ook verder voor Duitse bigbands, vooral voor Kurt Edelhagen, voor wiens albums Kurt Edelhagen Presents (1957) en A Toast to the Bands (1959) hij enkele nummers arrangeerde en het volledige album A Toast to the Girls, dat Edelhagen in 1958 samen met Caterina Valente opnam in Keulen.

### Als schlagerproducent
Nieuwe succesvolle artiesten in samenwerking met Gietz werden Bill Ramsey en het Hazy Osterwald Sextett, waarvoor hij ten eerste het arrangement voor het nummer Kriminal-Tango (1959) schreef. De van origine uit Italië afkomstige hit verkocht een miljoen maal. Officieel begonnen zijn producentenwerkzaamheden in 1960 bij de muziekproductie van Kurt Feltz, die overwegend schreef. Gietz schreef dan voor Bill Ramsey het nummer Telefon aus Paris (1960), de B-kant van Gina, Gina en de tophit Pigalle (februari 1961), die ook een evergreen werd met een veelvoud aan coverversies.
In 1961 verliet Gietz de muziekproductie van Feltz, maar publiceerde daar wel nog als laatste hit de klassieker Zuckerpuppe (augustus 1961) met Bill Ramsey en belastte zich daarna als werknemer bij het label EMI-Electrola in Keulen met de productieleiding bij de afdeling popmuziek. Zijn eerste hit werd Hämmerchen-Polka, gezongen door Chris Howland (november 1961). Onder zijn regie ontstonden de hits Zwei kleine Italiener\Lady Sunshine und Mister Moon (februari 1962), gezongen door Conny Froboess, de Duitse coverversie van Speedy Gonzales (juni 1962) van Rex Gildo, zijn eigen compositie Ohne Krimi geht die Mimi nie ins Bett (juli 1962) van Bill Ramsey, Die große Nummer wird gemacht (november 1962) van Ralf Bendix en de rock-hymne Motorbiene (november 1962) van Benny Quick, die allen hits van het jaar werden. Zijn productie van het met innovatieve schlagerteksten voorziene nummer Ich will 'nen Cowboy als Mann (juni 1963), gezongen door Gitte Hænning, ontwikkelde zich na publicatie tot een bestseller.
Op het eind van 1964 contracteerde EMI de Duitse beatband The Lords en boden deze op de markt aan als de Duitse Beatles. Als eerste single ontstond op het einde van 1964 het enige Duitstalige nummer Hey Baby, laß den Andern/Tobacco Road onder de productieregie van Heinz Gietz, die voortaan alle grote hits en lp's van de band produceerde.
Gietz produceerde en/of componeerde sinds 1953 bij Electrola in totaal 46 nummers voor Bill Ramsey, 33 voor Caterina Valente, 31 voor Cindy & Bert, 7 voor Chris Howland, 82 voor Freddy Breck, 50 voor The Lords, 11 voor Ireen Sheer sinds 1979 en 23 voor Gitte en Rex Gildo.

## Een eigen platenlabel
In 1965 verliet Heinz Gietz het label EMI, maar produceerde echter The Lords tot 1967 verder en bouwde binnen twee jaar zijn eigen platenlabel Cornet Records op. Het label startte in 1966 met het album Big Beat Bombs van de Jay Five, een Beierse band, die vaak Graham Bonney en Bill Ramsey begeleidde. De eerste hitparade-notering voor het label was het nummer Es ist nie zu spät (september 1967) van Peter Orloff. Tot 1970 volgden verdere hitpublicaties, waaronder Monja (december 1967) van Roland W. en Mucho Amore (maart 1969) van Jacqueline Boyer. In 1970 opende hij de eigen geluidsstudio Cornet-Studios.
Het label legde zich ook toe op het publiceren van Keulse carnavalsschlagers. In december 1969 nam Horst Muys in de Cornet-studio's het door de Keulse dialectcomponist Hans Knipp geschreven Ne Besuch em Zoo op, dat het label een omzet opleverde van 100.000 verkochte singles. Vanaf 1970 namen ook het Eilemann-Trio, Lotti Krekel en Ludwig Sebus bij het label op. In 1971 ontdekte Gietz de Keulse dialectgroep Bläck Fööss en produceerde hun eerste hits Drink doch eine met, In unserem Veedel en de klassieker Mer losse d'r Dom in Kölle. In 1971 begon de samenwerking met Freddy Breck (My Sweet, Sweet Candy en Carola, 1971) en Cindy & Bert, die in de daaropvolgende jaren ook niet door Gietz gecomponeerde hits op het Cornet-label uitbrachten, waaronder Immer wieder Sonntags (1973). Rico Lanza, de buitenechtelijke zoon van Mario Lanza, bereikte in juli 1973 de hitlijst met de Gietz-compositie Mama Dolores.
In 1975 re-activeerde Gietz wederom de samenwerking met Caterina Valente. Na 16 jaar bij het Duitse label Decca Records wisselde ze naar EMI en het eerste pas geschreven nummer Wo die Musikanten sind zorgde voor een aanzienlijke comeback. Der große Zampano (juli 1975) werd een middelmatige hit voor Freddy Breck. Toen het Cornet-label in 1977 moest worden verkocht, werkte Gietz als vrije producent weer voor EMI Electrola.
In oktober 1978 kon Caterina Valente met Manuel nogmaals scoren in de hitparade, waarna in 1979 een verdere hit volgde. Zijn tweede compositie was Das Lied von Manuel, gezongen door Manuel & Pony, dat in augustus 1979 een vijfde plaats scoorde in de hitparade. Manuel was de jongeman, die Caterina Valente begeleidde bij haar eerste opname. Vanaf 1982 produceerde en componeerde hij songs voor Andy Borg. De laatste Gietz-compositie voor Freddy Breck was in 1985 met Im Wind der Nacht. In december 1988 werd het Cornet-label beëindigd.

## Televisiewerk
De Duitse televisie heeft hem vaak als muzikale leider of arrangeur tewerk gesteld. In 1963 aanvaardde Gietz de muzikale leiding van de Peter Weck-show bij de ARD. Hij schreef in 1963 voor de tv-serie Musik für Sie en in hetzelfde jaar Verliebt, verlobt, verheiratet, gezongen door Conny Froboess en Peter Alexander, voor de film Der Musterknabe. In 1975 werd hij muzikale leider en arrangeur van de toentertijd succesvolste ZDF-zaterdagavondshow Musik ist Trumpf. Tot 1981 produceerde hij de muziek voor meer dan 20 edities van deze show, waarvan de titelmelodie eveneens uit zijn pen kwam.
Ook in de daarop volgende jaren werkte hij als muzikale leider en arrangeur voor amusementsshows van de Duitse televisie, waaronder Zug um Zug, Und die Musik spielt dazu (1986) en Der Internationale Artisten-Preis.

## Privéleven en overlijden
Heinz Gietz overleed op 24 december 1989 op 65-jarige leeftijd in Keulen. Zijn zoon Alexander werkt ook in Keulen als muziekproducent en produceert onder andere de muziek voor zijn echtgenote Sylvia Vrethammer, die reeds met zijn vader werkte.

## Successen
- 1953: Oklahoma Tom (Schauberg & Bartels)
- 1954: Baiao Bongo (Caterina Valente)
- 1956: Smoky (Die Sieben Raben)
- 1957: Spiel' noch einmal für mich, Habañero (Caterina Valente)
- 1957: Musik liegt in der Luft (Caterina Valente)
- 1960: Nimm mich mit nach Cheriko (Peter Alexander)
- 1961: Nur eine schlechte Kopie (Greetje Kauffeld)
- 1961: Musik ist Trumpf (Hazy Osterwald Sextett)
- 1964: Wenn Du musikalisch bist (Gitte)
- 1973: Spaniens Gitarren (Cindy & Bert)
- 1975: Wenn die Rosen erblühen in Malaga (Cindy & Bert)
- 1975: Mit einem bunten Blumenstrauß (Freddy Breck)
- 1977: Die Sterne steh'n gut (Freddy Breck)
- 1977: Mach was schönes aus diesem Tag (Freddy Breck)
- 1979: Das Lied von Manuel (Manuel & Pony)
- 1979: Mädchen (Freddy Breck)
- 1982: Bodega Blanca (Freddy Breck)
- 1984: Ich will nicht wissen, wie du heißt (Andy Borg)
- 2012: Komödiant (Freddy Breck)

## Filmmuziek
- 1954: Das ideale Brautpaar
- 1955: Ball im Savoy
- 1955: Liebe, Tanz und 1000 Schlager
- 1956: Bonjour Kathrin
- 1956: Küß mich noch einmal
- 1956: Du bist Musik
- 1956: Musikparade
- 1956: Ein Mann muß nicht immer schön sein
- 1957: Das haut hin
- 1957: Das einfache Mädchen
- 1957: Casino de Paris
- 1957: Liebe, Jazz und Übermut
- 1958: Wehe, wenn sie losgelassen
- 1958: Und abends in die Scala
- 1958: So ein Millionär hat's schwer
- 1958: Münchhausen in Afrika
- 1959: Hier bin ich – hier bleib ich
- 1959: Schlag auf Schlag
- 1959: Ich bin kein Casanova
- 1959: Salem Aleikum
- 1959: Peter schießt den Vogel ab
- 1960: Im weißen Rößl
- 1960: Kriminaltango
- 1960: Ich zähle täglich meine Sorgen
- 1961: Die Abenteuer des Grafen Bobby
- 1961: Musik ist Trumpf
- 1962: Mariandls Heimkehr
- 1963: Ist Geraldine ein Engel?
- 1964: Jetzt dreht die Welt sich nur um dich
- 1964: Die Goldsucher von Arkansas
- 1965: Sie nannten ihn Gringo
- 1966: Graf Bobby, der Schrecken des Wilden Westens
- 1969: Warum ich Dich liebe
- 1969: Liebe durch die Hintertür

- Biblioteca Nacional de España: XX943775
- Bibliothèque nationale de France: cb148437504 (data)
- Gemeinsame Normdatei: 134384911
- International Standard Name Identifier: 0000 0001 2018 1097
- Library of Congress Control Number: nr92014556
- MusicBrainz: aa108df4-f35c-458e-8369-45929ab7a188
- Nationale Bibliotheek van Tsjechië: mzk2011637857
- Nederlandse Thesaurus van Auteursnamen: 152931872
- Istituto Centrale per il Catalogo Unico: CUBV075784
- Système universitaire de documentation: 16646211X
- Virtual International Authority File: 57034928
- WorldCat: E39PBJqQy9mfDX4WR7tr87cHG3